# 375043 Zengweizhou
375043 Zengweizhou è un asteroide della fascia principale. Scoperto nel 2007, presenta un'orbita caratterizzata da un semiasse maggiore pari a 2,7560955 UA e da un'eccentricità di 0,1565476, inclinata di 13,01192° rispetto all'eclittica.